# Cumbrera

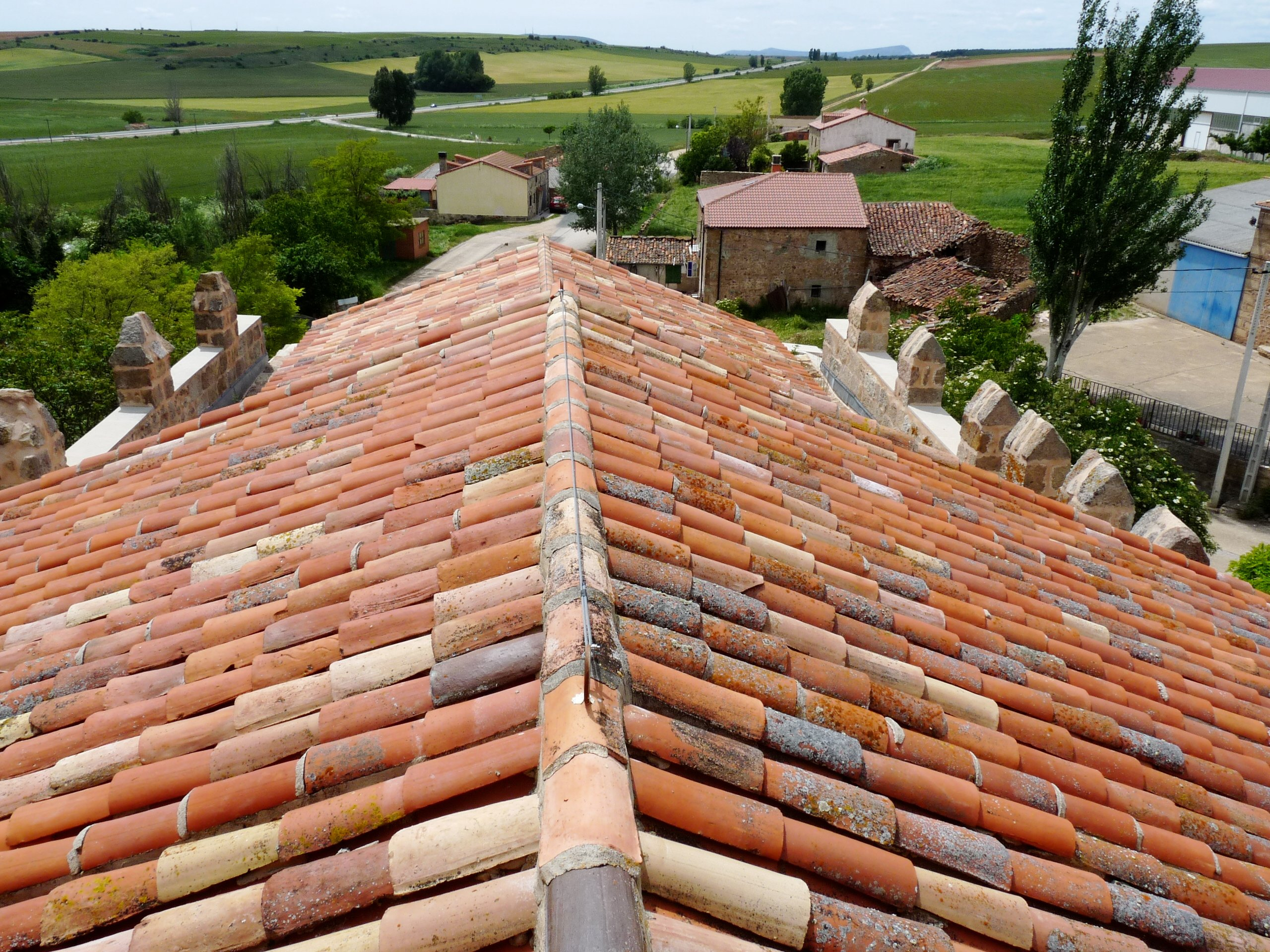
Cumbrera del tejado de la Iglesia de Fuensaúco (provincia de Soria).

Una cumbrera (denominada también  caballete o gallur) es el remate de un tejado que suele solapar a la última teja de la limatesa. Se emplea para unir dos líneas de elevada cota, es decir que se encuentre en la cumbre. Por ejemplo, en las casas con tejados cubiertos de tejas de dos aguas (techo). La cumbrera, de esta forma, ocupa las aristas de la cubierta. 

## Características
Las cumbreras aparecen, de forma natural, en las cubiertas inclinadas. En la construcción de estas suele emplearse el mismo material colocado en la propia cubierta, de esta forma en los de teja, la cumbrera se emplea de tejas, en la de pizarras de pizarras, con bandas metálicas, etc. Es costumbre que la cumbrera que forma la intersección de dos faldones opuestos, o bien la línea de la cubierta, no toque al alero.